# Stefek Burczymucha (film)
Stefek Burczymucha – polski krótkometrażowy film animowany z 1956 roku w reżyserii Władysława Nehrebeckiego. Adaptacja wiersza Marii Konopnickiej o tym samym tytule.

## Fabuła
Film opowiada historię tytułowego Stefka, który najpierw przechwala się swoją rzekomą odwagą, a potem ucieka w panice przed małą myszką.